# Kingdom Hearts III
Kingdom Hearts III (キングダム ハーツIII, Kingudamu Hātsu Surī) é um jogo eletrônico do gênero RPG de ação desenvolvido e publicado pela Square Enix e distribuído pela Disney Interactive Studios para o PlayStation 4 e Xbox One. Ele é o terceiro jogo principal da série Kingdom Hearts e o décimo primeiro título geral da série.
A conceitualização do jogo começou por volta de 2006, logo após o lançamento japonês de Kingdom Hearts II: Final Mix, com o jogo sendo apenas confirmado oficialmente durante a Electronic Entertainment Expo de 2013 após anos de rumores e especulações. Kingdom Hearts III se passa após os eventos mostrados em Kingdom Hearts 3D: Dream Drop Distance, tendo o protagonista Sora se juntando com o Pato Donald, Pateta, Rei Mickey e Riku em sua busca dos sete guardiões da luz e da "Chave para Retornar Corações" enquanto tentam frustrar os planos do Mestre Xehanort de iniciar uma guerra devastadora. Sua jornada os faz cruzar caminhos com personagens e visitar mundos baseados em diferentes propriedades da Disney e da Pixar. O jogo foi construído usando a Unreal Engine 4.
Kingdom Hearts III foi lançado mundialmente em 29 de janeiro de 2019. Após o seu lançamento, o jogo foi recebido com críticas positivas dos críticos.

## Jogabilidade
A jogabilidade em Kingdom Hearts III é similar aos seus antecessores, com combate hack and slash, que o diretor Tetsuya Nomura afirmou que seria ao longo das linhas do sistema visto em Kingdom Hearts II, com uma evolução semelhante ao que foi visto de Kingdom Hearts para Kingdom Hearts II, e intimamente ligado à jogabilidade em Kingdom Hearts 3D: Dream Drop Distance. Ele também revelou que os jogos portáteis da série eram onde ele poderia experimentar a mecânica de combate, e que algumas das adições bem recebidas poderiam aparecer em Kingdom Hearts III. Nomura observou que os novos elementos de jogabilidade são o "esqueleto" do jogo, dizendo: "Ao criar um jogo de Kingdom Hearts, começamos com um sistema de jogo que acho que seria um elemento divertido, e uma vez que tenhamos uma ideia de que tipo de jogabilidade ou sistema que queremos, nós mostramos a história em torno dele, cercando o conceito básico de que tipo de diversão teremos com esse novo título." Além disso, a equipe de desenvolvimento "sempre quer tentar algo novo", pegando mecânicas previamente introduzidas e fazendo pequenos "tweak[s]" para eles, então eles são personalizados para Kingdom Hearts III.
Sora retorna como o personagem principal jogável, mais uma vez se juntou à party de Pato Donald e Pateta, com a capacidade de ter dois personagens adicionais se juntarem à party para um total de cinco partidas. Este é um aumento em relação às entradas principais anteriores da série, em que os jogadores estavam limitados a dois membros adicionais em qualquer momento junto com Sora. Certas partes do jogo têm Riku como personagem jogável. Descrevendo a jogabilidade, Nomura chamou a ação de "bem frenética", bem como "realmente chamativa e excitante. A inteligência Artificial inimiga é muito mais intricada também, e acho que a jogabilidade refletirá esse novo equilíbrio dinâmico." Sora pode realizar magia, com um novo e poderoso nível de cada feitiço disponível para ele, semelhante ao que Aqua tem disponível para ela em Kingdom Hearts 0.2: Birth by Sleep. A magia funciona de forma diferente em seções subaquáticas do jogo, com Kingdom Hearts III introduzindo um novo feitiço, Water. Os ataques em equipe também são apresentados, o que combina Sora e vários membros do grupo em um único ataque. Os jogadores podem equipar várias habilidades para Sora e seus membros do grupo, com o sistema para fazer "uma espécie de evolução" do sistema usado em Kingdom Hearts II. Chamadas de personagem fazem um retorno de entradas anteriores, desta vez conhecidas como "Links", onde um personagem adicional se junta à batalha para ajudar o jogador com ataques especializados.

## Recepção
Kingdom Hearts III recebeu críticas "geralmente favoráveis" de acordo com o agregador de resenhas Metacritic. Kimberly Wallace, da Game Informer, chamou Kingdom Hearts III de "a entrada mais forte da série", um jogo que "fornece respostas satisfatórias para os maiores pontos de interrogação" da série. Em relação à jogabilidade, Wallace pensou que "tudo o que funcionava nos títulos anteriores" era utilizado, chamando o combate de "rápido e fluido". Wallace estava frustrado com algumas das missões exigidas nos vários mundos, "mas mesmo com essas frustrações, o tamanho expandido e o alcance dos mundos em Kingdom Hearts III fazem desta a melhor e mais variada coleção de destinos da franquia". Algumas decepções adicionais no jogo para Wallace foram o Gummi Ship, o conteúdo extra, como alguns dos mini-jogos, e as "batalhas repetitivas no final". Escrevendo para a IGN, Jonathon Dornbush elogiou os avanços técnicos para o jogo, mas sentiu que veio à custa da história, que em pontos tinha "ritmo estagnado". O combate de Kingdom Hearts III foi uma surpresa inesperada para Dornbush, pois os "novos elementos ajudam a transformar batalhas em espetáculos que os mantém variados e atualizados". Ele também chamou o navio Gummi de "maravilhosamente renovado", acrescentando que ser um mundo mais aberto "dá muito mais controle sobre o navio [tornando] essas seções um intersticial mais palatável". Dornbush chamou o final de "a recompensa real" do jogo, com todas as batalhas finais "satisfazendo tanto os níveis de narrativa quanto de jogabilidade", já que cada "tem tanto peso para a franquia".
Caty McCarthy, da USgamer, sentiu que Kingdom Hearts III é "um tipo de tudo ou nada". Ela disse: "Muitos JRPGs modernos olham apenas para a frente ou ficam presos demais no passado, mas Kingdom Hearts III está confortável em transpor as duas linhas; seguir em frente onde a série precisa, mas recuar de maneiras que fariam com que não fosse verdade o sistema que deu origem a isso". Sobre a história, McCarthy disse que o jogo "sabe como segurar as mãos de jogadores que não estão familiarizados com os últimos 17 anos da série, bem como respeitar o conhecimento dos fãs" com todos os jogos da série e vários tópicos da trama recebendo "algum tipo de aceno". No entanto, a dependência de cenas frequentes levou o jogo a se sentir "um pouco desatualizado, ritmo-sábio". Enquanto o alcance maior dos mundos era "mais bem-vindo" a McCarthy, e ela gostava dos desenhos de San Fransokyo, Kingdom of Corona, e do Caribe, Monstropolis e Olympus "[caiu]", com Monstropolis "em grande parte apenas um monte de corredores chatos e salas de fábrica "e Olympus tendo" um pouco de um 'estado lá, feito que 'vibração'. Chamando o combate de "caos", McCarthy notou que havia variedade suficiente para se distinguir de outras participações na série, mas sentiu que os ataques de fluxo de atração eram "a nova adição mais fraca" e jogar o jogo no modo "Normal" não era muito de um desafio em geral. Escrevendo para GamesRadar+, Rachel Weber disse: "Quaisquer que sejam as falhas, não há nada como Kingdom Hearts III, e é um passeio maravilhoso como resultado." Ela acrescentou: "nenhuma batalha, não importa quão grande ... ou pequena, é sempre chata", mas chamou as seções do navio Gummi de "a parte mais branda do jogo". Uma de suas partes favoritas foi o minigame de culinária com Remy from Ratatouille e, inversamente, sentiu que o mundo dos Piratas do Caribe estava "sem alegria" e "a única vez que a magia [do jogo] falhou".
Tamoor Hussain da GameSpot classificou Kingdom Hearts III como uma "terceira entrada agradável e desigual" da série. Hussain criticou algumas das histórias e sentiu que alguns dos mundos "se sentem vazios ou sem o que eles oferecem", mas elogiou o design dos mundos, ao mesmo tempo que desfrutava da variedade de jogabilidade. Enquanto o combate parecia "rápido, frenético e espetacular em seus floreios cinematográficos", Hussain notou que o jogo deveria ser jogado na dificuldade do modo "Proud" se você quiser que o jogo desafie você. Falando sobre o final do jogo, Hussain sentiu que havia "narrativas pesadas que inevitavelmente culminam em batalhas que são impressionantes, mas parecem baratas e com spam", com a história encerrando "de uma maneira incrivelmente insatisfatória".